# Арчильоне, Анджело
Анджело Арчильоне (итал. Angelo Arciglione; род. 1982, Акри) — итальянский пианист.
Ученик Марии Типо, занимался также под руководством Элисо Вирсаладзе. В 2005—2012 гг. получил ряд премий на международных конкурсах пианистов в Италии, Испании и США, в 2013 году выиграл Международный конкурс исполнителей современной музыки имени Фернандо Менкерини в Кальи. Жил во Флоренции, преподавал в консерваториях в Сассари и Козенце.
Наибольшее внимание уделяет редкой итальянской фортепианной музыке рубежа XIX—XX веков. В 2018 году записал альбом «Экзотика» (итал. Exotica) из неизданных произведений Марио Кастельнуово-Тедеско (к 50-летию со дня смерти композитора), запись получила высокую оценку; годом позже вышел второй альбом с музыкой того же композитора, «Посвящения» (англ. Dedications), собравший пьесы, посвящённые автором различным коллегам. В 2018 году принял участие в Международном музыкальном фестивале имения Василия Сафонова в Кисловодске, исполнив произведения Джорджо Федерико Гедини.
В 2013 году основал в своём родном городе фестиваль камерной музыки Campus Musica Acri.